# Guerra franco-espanyola (1635-1659)
La guerra Francoespanyola va tenir lloc entre 1635 i el 1659, any en què finalitza amb l'acord signat entre ambdues corones conegut com la Pau dels Pirineus.

## Antecedents
Els enemics dels Habsburg havien estat derrotats per les tropes espanyoles i imperials a la batalla de Nördlingen arribant a la Pau de Praga de 1635, i tement el creixent poder dels Habsburg, el cardenal de Richelieu, primer ministre francès, va concloure un tractat de subvencions amb la República per mantenir-los en guerra.

## Primera fase de la guerra (1635 fins a la Pau de Westfàlia de 1648)
En el context de la Guerra dels Trenta Anys, i la Guerra dels Vuitanta Anys, té entitat pròpia diferenciada.
França es va aliar amb els holandesos i Suècia prenent la Valtellina per tallar la connexió entre el Milanesat i l'Imperi, i emprenent una campanya conjunta amb la República, fusionant els dos exèrcits a Maastricht per crear una força de 50.000 homes per prendre Brussel·les i resoldre la guerra d'un sol cop. Els espanyols foren derrotats a la batalla de Les Avins i Tienen va ser presa i saquejada però l'exèrcit, en territori enemic tenia problemes de subministrament, i l'exèrcit francès estava mal pagat i indisciplinat. A causa d'aquests problemes i de la notícia que les tropes auxiliars de l'Imperi sota el comandament d'Ottavio Piccolomini estaven en marxa, es va haver d'aixecar el setge de Lovaina. A més, els soldats espanyols van prendre Schenkenschans a Gelderland i les ciutats properes de Kleve, Goch, Kalkar, Kranenburg i Gennep, que asseguraven la connexió de Schenkenschans amb Valkenburg i Limburg aïllant Maastricht. Felip IV i Olivares es van mostrar entusiasmats amb el resultat i convençuts que amb els Schenkenschan a les seves mans la guerra es podria fer al cor de la República. El cardenal-infant va rebre l'ordre de mantenir la plaça a tota costa. Frederic Enric d'Orange-Nassau, conscient del perill, es va dirigir al reducte i el va bloquejar tot l'hivern, i l'abril de 1636 va ser recuperada després d'un fort bombardeig. Espanya va respondre prenent les illes Lerins, que havien de servir com a base d'operacions per atacar la costa de Provença.
Després de ser derrotat per Carles IV de Lorena i Matthias Gallas al Rin, Alsàcia i Lorena, els exèrcits francesos es van mantenir centrats en la defensa, i la seva reconquesta. La recuperació del Franc Comtat, confiada a Enric II de Borbó-Condé i Charles de La Porte esdevingué una prioritat absoluta per al cardenal Richelieu mentre l'emperador va projectar una invasió de l'est de França comandada per Matthias Gallas, però com que els problemes logístics i financers van disminuir la seva força, va proposar una invasió conjunta amb el Cardenal-Infant, que Felip IV d'Espanya i Olivares van posar aprovar ràpidament. 40.000 homes comandats pel cardenal-infant, Piccolomini, Carles IV de Lorena i el general Johann von Werth van creuar el Somme amenaçant Amiens i causant el pànic a París. Bernhard de Weimar-Saxònia va derrotar els imperials a la batalla de Compiègne, fent retirar Gallas i l'atac de Felip IV no va reixir. Ferran d'Àustria no va poder mantenir la seva empenta i ell també es va allunyar de París.
Per tenir la cooperació dels Estats d'Holanda, el 1637 França es va decidir a atacar Dunkerque, des d'on la flota reial que operava causant grans danys als comerciants i pescadors holandesos. El vent desfavorable va retardar l'operació perdent-se l'efecte sorpresa, i els espanyols van poder reunir a temps una gran força prop d'Anvers. L'atac a Dunkerque es va cancel·lar i l'alternativa va ser el Setge de Breda, que fou conquerida al cap de dos mesos i mig. La campanya naval francesa a la Mediterrània començà el 1637 amb la presa d'Oristany,
Espanya va voler envair França el 1637 però va haver d'enviar l'exèrcit a la frontera amb la República a causa de l'amenaça de la República. Don Ferran no va poder rellevar Breda quan el setge estava en marxa, així que es va traslladar a la vall del Mosa per prendre les ciutats de Venlo i Roermond. No es va apoderar de Maastricht, però es va trencar la línia a la frontera oriental de l'Estat. Els francesos van aprofitar la concentració de tropes espanyoles al nord i van aconseguir capturar les ciutats de Landrecies, Maubeuge i Damvillers des del sud i recuperar les illes Lerins al maig de 1637.
La invasió de Flandes per part de les tropes dels Estats només tenia possibilitats d'èxit si Anvers queia, i era impossible que Espanya fes una guerra ofensiva contra la República i França alhora. Brabant i Flandes eren més importants per a Espanya que Hainaut i Artois, al sud, i estaven més protegides, així que el juny de 1638 la República va intentar conquerir Anvers. Frederic Enric va marxar amb la força principal a través de Brabant cap a la ciutat. El cos de Guillem de Nassau-Siegen s'aproparia i tancaria la ciutat des del costat flamenc. Les forces espanyoles van aconseguir trencar les seves línies i aixafar l'exèrcit a la batalla de Kallo trencant el setge d'Anvers mentre França assetjava Saint-Omer que va ser abandonat després de l'arribada de Piccolomini. Després de la derrota a Kallo, es va fer un intent inútil de conquerir Geldern. S'havia fet evident per a la República que mentre l'exèrcit espanyol no fos convocat per allunyar-se d'una important invasió francesa, era molt difícil iniciar un setge contra Anvers, Bruges o Gant.
França va desplegar dos exèrcits el 1639 per compensar la desgràcia de l'any anterior, donant esperança a la República de poder conquerir Hulst després d'un any decebedor, tanmateix, quan les tropes dels Estats estaven preparades a Bergen op Zoom per navegar cap a Flandes, el cardenal-infant també havia reunit un exèrcit fort a Flandes, que Frederic Enric va intentar allunyar però va fracassar. L'exèrcit francès també va tenir poc èxit, doncs La Meilleraye amb el suport de tropes addicionals del duc de Châtillon va assetjar i prendre Hesdin però el marquès de Feuquieres, que havia de capturar Thionville al Ducat de Luxemburg i assegurar l'accés al sud dels Països Baixos espanyols i la vall del Mosel·la, fou derrotat per Piccolomini i Jean de Beck, morint en la batalla.
Després que els francesos tallessin el 1638 el Camí dels espanyols amb la presa de Breisach i l'atac a diversos ports de la costa atlàntica, en un intent desesperat per reforçar, reabastir i pagar les seves tropes als Països Baixos espanyols, el 1639 es forma a Cadis una esquadra al comandament d'Antonio de Oquendo per a obtenir així el domini del mar. però foren derrotats per la flota holandesa liderada per Maarten Harpertszoon Tromp a la batalla de les Dunes. Tot i això, tres quartes parts de les tropes van aconseguir arribar als Països Baixos espanyols des d'Anglaterra, la ruta marítima ja no es podia utilitzar per proveir tropes i els Països Baixos espanyols van quedar aïllats.
El 1640 Espanya tenia la intenció d'assetjar Maastricht però no va poder fer-ho a causa de la retirada de les tropes imperials de Piccolomini dels Països Baixos espanyols, i els atacs de la República, que va intentar infructuosament capturar primer Bruges i després Hulst on Enric Casimir, l'estatutder frisó, va morir, i de França, que va dur a terme el setge d'Arràs. Com Espanya va donar prioritat a aturar la invasió republicana, Arràs fou presa pels francesos al cap d'un mes.
Poc després de la revolta que va suposar el Corpus de Sang, l'exèrcit de Felip IV d'Espanya va ocupar Tortosa i Tarragona, el 17 de gener del 1641, davant l'alarmant penetració de l'exèrcit castellà, Pau Claris al capdavant de la Generalitat de Catalunya, proclamà la República Catalana i acordà una aliança política i militar amb França, posant Catalunya sota l'obediència de Lluís XIII de França. Pocs dies després, amb l'ajut de l'exèrcit francès, la Generalitat obtingué una important victòria militar en la batalla de Montjuïc del 26 de gener, i les tropes castellanes es retiraren a Tarragona. El 4 de maig l'estol francès d'Henri d'Escoubleau de Sourdis es presentà davant de Tarragona i inicià el bloqueig de la ciutat amb les tropes de terra de Philippe de La Mothe-Houdancourt. Durant els mesos de maig i juny es lluità als voltants de Tarragona; el fort de Salou caigué en poder dels francesos el 9 de maig i es lliurà la batalla de Constantí el 13 de maig. Després de ser derrotats en la primera batalla naval de Tarragona, del 30 de juny al 4 de juliol, els espanyols van bastir un nou estol comandat per García Álvarez de Toledo y Mendoza que va aconseguir lliurar provisions a la ciutat i fer fugir l'estol francès al Rosselló.
Ferran d'Àustria, greument malalt, va morir el novembre de 1641, sent substituït provisionalment per Francisco de Melo (comte d'Assumar). Espanya prioritzava la lluita contra la revolta a Catalunya i la revolta de Portugal, i arribaven menys diners als Països Baixos espanyols. Frederic Enric d'Orange-Nassau va prendre Gennep aquell any i després es va traslladar amb l'exèrcit al nord de Flandes del Nord, però Hulst o Bruges eren posicions massa fortes per a un atac. Els francesos, per la seva banda, havien envaït Artois capturant Aire-sur-la-Lys, Lens, La Bassée i Bapaume, tot i que Melo va poder evitar que Lilla i Dowaai caiguessin en mans franceses i va poder recuperar Aire-sur-la-Lys al desembre. El 1642, mentre el gruix de les forces franceses estaven al Setge de Perpinyà, de Melo obrí el front nord i va revertir grans parts dels guanys territorials francesos i va aconseguir grans victòries, com la batalla d'Honnecourt i la presa de La Bassée. A Honnecourt, l'exèrcit francès fou derrotat de manera aclaparadora, de manera que ja no s'esperava una invasió francesa i Frederic Enric va decidir aquell any canviar a una estratègia defensiva, rebutjant una oferta per negociar la pau. Felip IV d'Espanya veient que la major part de Catalunya estava en mans franceses i catalanes, que havien avançat fins a Montsó, renunciant al Rosselló després de la caiguda de Perpinyà i evacuant els terços de Roses va decidir llançar una ofensiva per prendre Lleida. Tropes de Saragossa i Tarragona dirigides per Diego Mesía Felípez de Guzmán, marquès de Leganés i virrei de Catalunya, es van reunir sumant entre divuit i dinou mil homes, van ser enviades per atacar els francesos de Lleida on foren derrotats.
França aconsegueix, durant l'estiu del 1642, l'ocupació de Cotlliure, Perpinyà i de Salses i amb això el control dels comtats de Rosselló i de Cerdanya, i les tropes situades al sud van atacar Montsó i Tamarit de Llitera. L'any següent, queden en mans espanyoles únicament Tarragona, Tortosa i Roses. El Rosselló va caure completament en mans francocatalanes, i d'aquesta manera els objectius de Richelieu i Lluís XIII de França de controlar els comtats nordcatalans quedaven satisfets i, per tant, es van donar per acabades les operacions principals. L'atenció donada pel cardenal Mazarino a les campanyes d'Itàlia provocà un cert desinterès francès, i, en perdre la batalla de Lleida, que es rendí el 31 de juliol, amb la posterior jura de les Constitucions per Felip IV a Lleida el mes d'agost, les posicions pro-espanyoles prevalgueren.
El cardenal De Richelieu morí el desembre de 1642 i la salut de Lluís XIII de França era feble. Com que Espanya estava involucrada en massa conflictes, Olivares volia buscar la pau amb la República i França. A la República feia temps que hi havia una discussió entre una facció que volia continuar la guerra i una facció que volia la pau, que creixia amb els anys, increment de costos i manca d'èxit, i el 1643 es va reduir les, i Francisco de Melo, sent-ne coneixedor, va preparar un atac a França perquè no havia de témer un atac republicà. De Melo volia augmentar la pressió sobre França perquè acordés una pau ara que el rei estava morint, però després dels seus èxits inicials contra els francesos l'any anterior, Francisco de Melo va ser aclaparadorament derrotat en la batalla de Rocroi el 16 de maig de 1643.
El 1644 Felip IV aconseguia recuperar Lleida i mantenir Tarragona de l'assalt franco-català. El 1645 els francesos van conquerir diverses ciutats com Armentiers, Menen i Mardijk, i quan un exèrcit francès va anar en socors de Frederic Enric, va poder assetjar Hulst. Semblava impossible conservar els Països Baixos del sud, i Madrid sabia que s'havia de fer la pau per evitar que Anvers caigués en mans de Frederic Enric d'Orange-Nassau perquè no podia mantenir una guerra amb dos fronts.
La Mothe fou substituit per Henri Harcourt de Lorena, que cap al final de 1648 contraatacà amb resultats notables, ja que a partir de 1645 els francesos ocupen Roses i recuperen terreny al sud: alliberen Agramunt, Cervera i Mollerussa, sense poder travessar el Segre tot i els setges de Lleida de 1646 i 1647, envaeixen l'Empordà i assetgen Girona, escometen el Vallès i ocupen temporalment Cadaqués, Castelló d'Empúries, Solsona i Berga. El 6 de gener de 1647 es van crear diversos regiments catalans regulars, tant d'infanteria com de cavalleria.

### Pau de Westfàlia

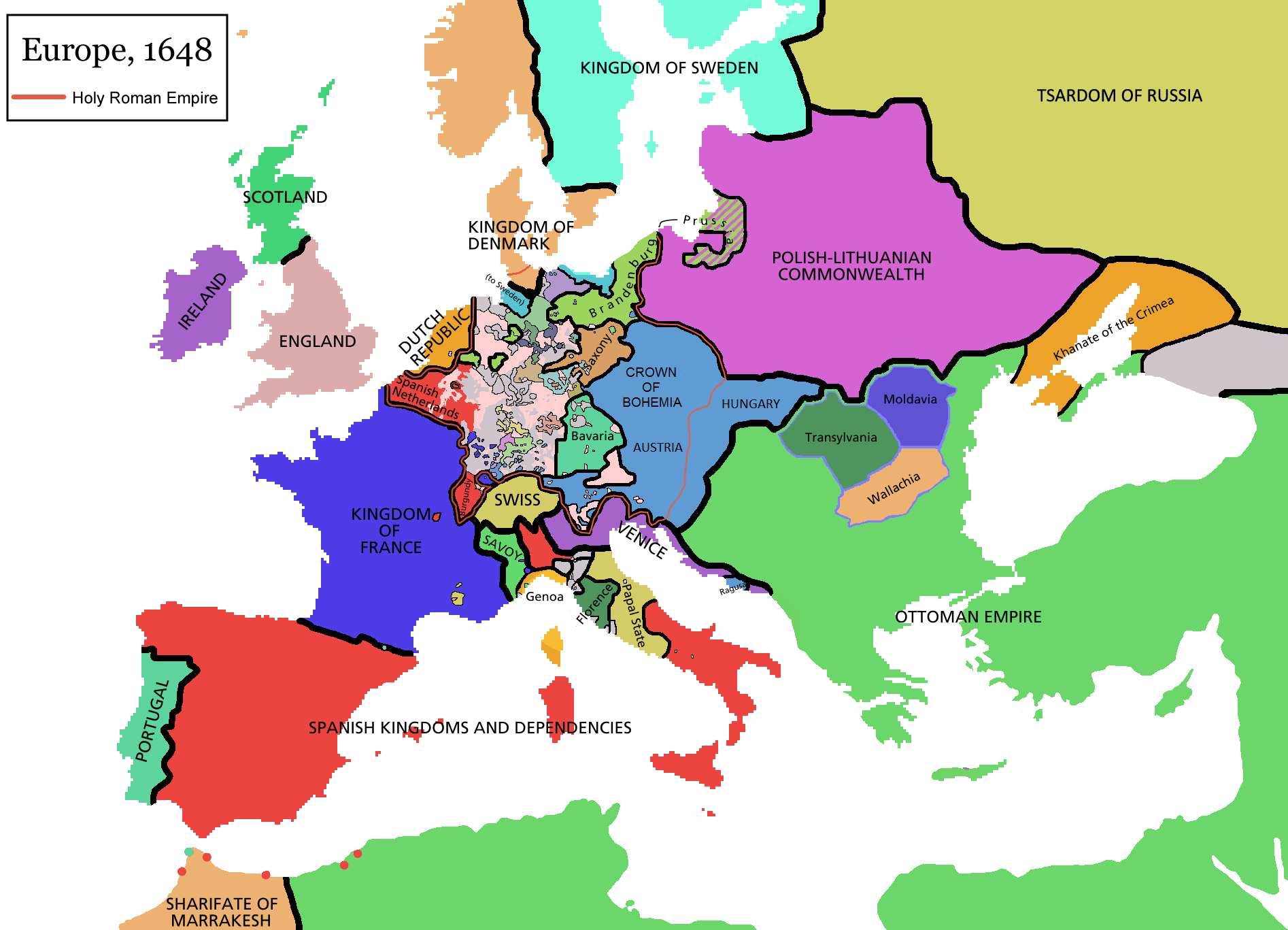
Mapa d'Europa després de la Pau de Westfàlia (s'inclou alguna frontera derivada del Tractat dels Pirineus de 1659)

La Pau de Westfàlia, també coneguda com la dels Tractats de Münster i Osnabrück, foren una sèrie de tractats que van posar fi a la Guerra dels Trenta Anys i oficialment reconeixien les Províncies Unides Holandeses i la Confederació Suïssa. El tractat espanyol (Osnabrück), que acabava la Guerra dels Vuitanta Anys, es va signar el 15 d'octubre de 1648. El tractat de Münster es va signar el 24 d'octubre de 1648 entre Ferran III del Sacre Imperi Romanogermànic (1608-1657), els altres prínceps del Sacre Imperi, el Regne de França i Suècia.

## Segona fase de la guerra (1648 fins al Tractat dels Pirineus de 1659)
Tortosa es mantingué sota sobirania castellana fins al 1648, en què fou conquerida pels francesos, que s'hi mantingueren fins al 1650. La guerra de la Fronda, una guerra civil francesa durant la minoria d'edat de Lluís XIV de França va afeblir les possibilitats militars franceses a Catalunya, amb la retirada de gran part de la tropa francesa, i va provocar l'avanç de les tropes castellanes. La recuperació espanyola al llarg de 1652 va fer recuperar Dunkerque i Barcelona als castellans, i encara que el conflicte va continuar al Rosselló, el 1653 el front s'havia estabilitzat al llarg de la frontera moderna dels Pirineus i a mitjans de 1653 es produeix el primer contraatac seriós francès amb el setge a Girona. L'any següent la iniciativa passa de nou als francesos en acabar-se la Fronde el 1653 a la Guiena francesa.
Felip va tornar a la fallida, mentre que el final de la Fronda va permetre a Mazzarino reprendre els atacs a Milà, la possessió dels quals permetria a França amenaçar l'Àustria dels Habsburg. L'intent va fracassar malgrat el suport de Savoia, Mòdena i Portugal. Els dos antagonistes estaven esgotats, sense poder establir el domini; de 1654 a 1656, les grans victòries franceses a Arras, Landrecies i Saint-Ghislain van ser compensades per les victòries espanyoles a Pavia i Valenciennes. Sota la pressió del Papa, Mazzarino va oferir la pau però es va negar a acceptar la insistència de Felip que Condé tornés als seus títols i terres franceses. Com que Felip ho va veure com una obligació personal, la guerra va continuar.
Durant la major part de la guerra, la línia divisòria entre les dues sobiranies seguiria aproximadament el Llobregat amunt, trencaria vers Igualada i Cervera i la Seu d'Urgell, totes tres de la banda francesa. Incursions des d'una i altra banda feren oscil·lar aquesta línia. Amb el Tractat dels Pirineus, França renunciava al Principat de Catalunya però s'annexionava el Rosselló, el Conflent i part de la Cerdanya. Catalunya conservava les seves institucions i les seves constitucions, però França abolia totes les dels territoris controlats.

## Conseqüències

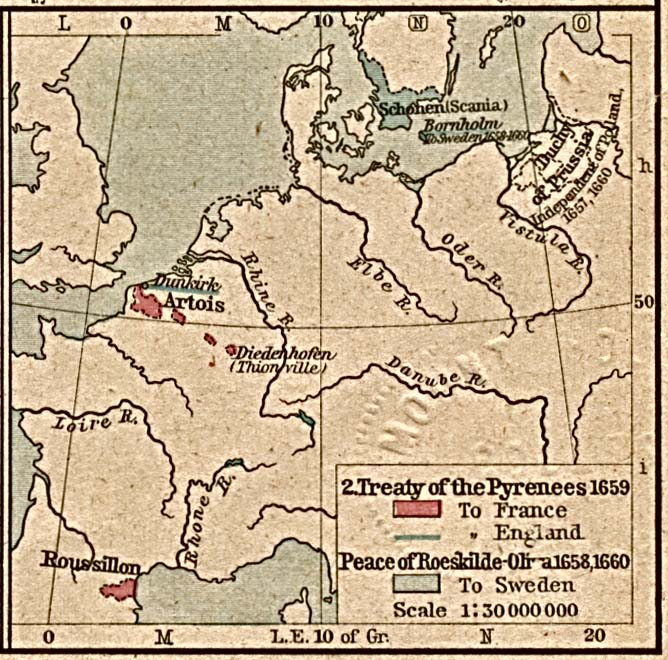
Efectes geopolítics del Tractat dels Pirineus

El 1659 Espanya i França van signar el Tractat dels Pirineus i el duc d'Enghien es va reconciliar de nou amb el monarca francès. Felip IV va negociar aquest tractat sense consultar les Corts Catalanes ni els afectats. De fet, els ho va amagar oficialment fins a les Corts de Barcelona de 1701-1702, tot i que va ser públic i notori des de 1660, tal com consta al Dietari de la Generalitat, on la Diputació va haver de fer una ambaixada al virrei per a "donar-li l'enhorabona de la feliç nova de l'ajustament de les paus entre Espanya i França". Els territoris afectats van conspirar durant anys per tornar a unir-se al Principat i les autoritats catalanes també es van resistir a acceptar la partició, que no va poder fer-se efectiva fins al 1720.
El territori català es dividia així en contra de la voluntat de les institucions catalanes, contra el Jurament per les Illes, pel qual les terres de l'antic Regne de Mallorca no podien separar-se de les de la Corona Catalana, per la voluntat de la monarquia hispànica de cedir els territoris del nord de Catalunya a canvi de mantenir les possessions a Flandes. A diferència de Gibraltar o Menorca, cedides a Anglaterra el 1713 pel Tractat d'Utrecht, cap govern espanyol ha demanat la restitució dels territoris nord-catalans cedits en el Tractat dels Pirineus.